# Arcieparchia di Homs dei Siri

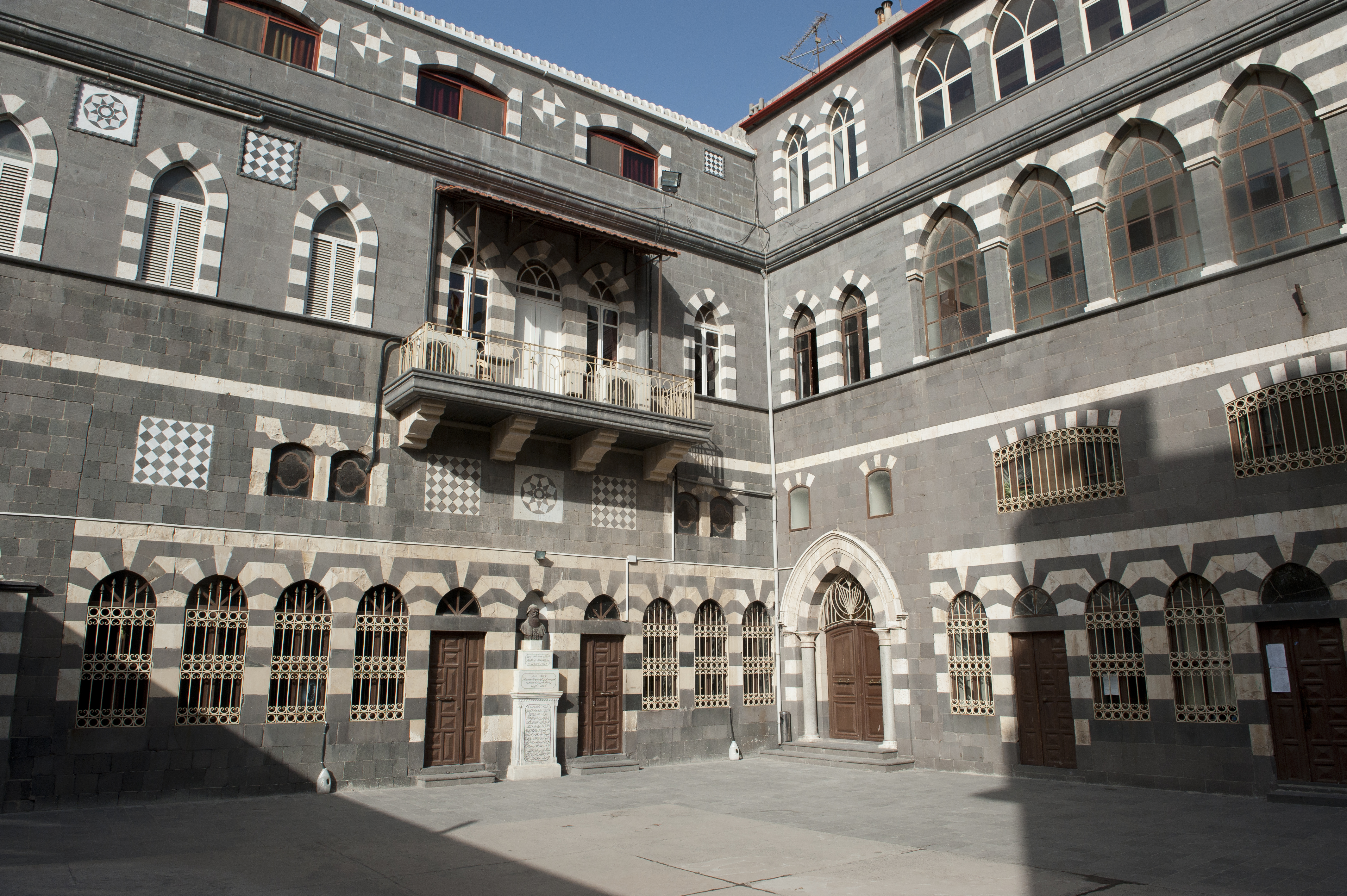
La sede degli arcieparchi di Homs.

L'arcieparchia di Homs dei Siri (in latino: Archieparchia Hemesena Syrorum) è una sede della Chiesa cattolica sira. Nel 2021 contava 12.000 battezzati. È retta dall'arcieparca Yagop (Jacques) Mourad.
All'arcieparchia sono uniti i titoli di Hama (Epiphaniensis) e di Nabk (Nabikensis).

## Territorio
La diocesi comprende la città di Homs, dove si trova la cattedrale dello Spirito Santo.
Il territorio è suddiviso in 14 parrocchie.

## Storia
Sono segnalati vescovi cattolici di Emesa (Homs) fin dal 1678.
Nel 1833, il vescovo siro-ortodosso di Nabk (oggi Al-Nabek), Matteo Masuli, aderì al cattolicesimo e mantenne la sua antica sede episcopale fino alla sua morte. In seguito il titolo di Nabk (Nabikensis Syrorum) fu unito a quello di Emesa.
Nel corso del XIX secolo anche il titolo di Epiphania (Epiphaniensis Syrorum), antico nome della città di Hama, fu unito a quello di Homs.

## Cronotassi dei vescovi
Si omettono i periodi di sede vacante non superiori ai 2 anni o non storicamente accertati.
- Gabriel Homsi † (23 luglio 1816 - 1858 deceduto)
- Matthieu Naccar † (1858 - 18 marzo 1868 deceduto)
- Élie Grégoire Shahwan † (? - 1872 deceduto)
- Gregorio Giorgio Sciahin † (18 maggio 1872 - 1912 dimesso)
- Joseph Rabbani † (29 aprile 1927 - 14 dicembre 1947 dimesso[1])
  - Joseph Rabbani † (14 dicembre 1947 - 1970 dimesso) (amministratore apostolico)
- Joseph Jacob Abiad † (11 maggio 1971 - 31 luglio 1982 deceduto)
- Théophile Jean Dahi † (1º agosto 1984 - 1º luglio 1994 ritirato)
- Basile Moussa Daoud † (6 luglio 1994 - 20 ottobre 1998 eletto patriarca di Antiochia)
- Théophile Georges Kassab † (8 maggio 1999 - 22 ottobre 2013 deceduto)
  - Sede vacante (2013-2016)
- Théophile Philippe Barakat † (15 aprile 2016 - 13 giugno 2020 deceduto)
  - Sede vacante (2020-2023)[2]
- Yagop (Jacques) Mourad, dal 7 gennaio 2023

## Statistiche
L'arcieparchia nel 2021 contava 12.000 battezzati.
| anno | popolazione | popolazione | popolazione | presbiteri | presbiteri | presbiteri | presbiteri                | diaconi | religiosi | religiosi | parrocchie |
| anno | battezzati  | totale      | %           | numero     | secolari   | regolari   | battezzati per presbitero | diaconi | uomini    | donne     | parrocchie |
| ---- | ----------- | ----------- | ----------- | ---------- | ---------- | ---------- | ------------------------- | ------- | --------- | --------- | ---------- |
| 1950 | 3.360       | 500.000     | 0,7         | 15         | 15         |            | 224                       |         |           |           | 12         |
| 1970 | 30.500      | 680.000     | 4,5         | 10         | 10         |            | 3.050                     |         |           | 6         | 12         |
| 1980 | 7.780       | ?           | ?           | 9          | 9          |            | 864                       |         |           |           | 15         |
| 1990 | 9.400       | ?           | ?           | 9          | 9          |            | 1.044                     |         |           |           | 15         |
| 1999 | 10.000      | ?           | ?           | 17         | 15         | 2          | 588                       |         | 2         |           | 15         |
| 2000 | 10.000      | ?           | ?           | 17         | 15         | 2          | 588                       |         | 2         | 4         | 15         |
| 2001 | 10.000      | ?           | ?           | 17         | 15         | 2          | 588                       |         | 2         | 4         | 15         |
| 2002 | 10.000      | ?           | ?           | 17         | 15         | 2          | 588                       |         | 2         | 4         | 15         |
| 2003 | 10.000      | ?           | ?           | 17         | 15         | 2          | 588                       |         | 2         | 3         | 15         |
| 2004 | 10.000      | ?           | ?           | 17         | 15         | 2          | 588                       |         | 2         | 3         | 15         |
| 2009 | 10.000      | ?           | ?           | 19         | 15         | 4          | 526                       |         | 7         | 6         | 15         |
| 2013 | 5.000       | ?           | ?           | 17         | 14         | 3          | 294                       |         | 6         | 2         | 15         |
| 2016 | 12.000      | ?           | ?           | 12         | 10         | 2          | 1.000                     | 3       | 5         | 3         | 15         |
| 2019 | 12.000      | ?           | ?           | 15         | 12         | 3          | 800                       | 3       | 9         | 3         | 14         |
| 2021 | 12.000      | ?           | ?           | 17         | 14         | 3          | 705                       | 3       | 12        | 3         | 14         |